# Thornton, Northumberland
Thornton är en ort i civil parish Shoreswood, i grevskapet Northumberland i England. Orten är belägen 8 km från Berwick-upon-Tweed. Thornton var en civil parish 1866–1955 när det uppgick i Shoreswood. Civil parish hade 74 invånare år 1951.